# Ann Austin
Ann Austin fue una de las primeras predicadoras cuáqueras itinerantes. Junto con Mary Fisher, fue de las primeras representantes del movimiento cuáquero en visitar las colonias inglesas de América del Norte.

## Misión al Nuevo Mundo
Austin, residente de Londres y madre de cinco hijos, partió desde Inglaterra junto a Mary Fisher para difundir el mensaje cuáquero del fundador George Fox en el Nuevo Mundo. Es probable que estuviera ya en sus sesenta años al partir, según describían al señalarla como “avanzada en años”.
Recibieron financiamiento de fondos caritativos cuáqueros y partieron primero hacia Barbados, donde tuvieron una acogida positiva y lograron convertir al teniente gobernador al cuáquerismo. El 11 de julio de 1656 llegaron a Boston, en la Colonia de la Bahía de Massachusetts, a bordo del barco Swallow, convirtiéndose en las primeras cuáqueras en pisar las colonias de Norteamérica.
Fueron recibidas con gran hostilidad por parte de la población puritana y del vicegobernador Richard Bellingham. Fueron arrestadas y forzadas a desnudarse públicamente; uno de los examinadores fue descrito como “un hombre vestido de mujer”. Sus libros y folletos fueron confiscados y quemados por el verdugo de Boston.
Un posadero llamado Nicholas Upsall intentó ayudarlas pagando sus multas a cambio de visitarlas en prisión, pero le fue negado ese acceso. Finalmente, sobornó al carcelero para que les llevara comida, salvándoles la vida.
Después de cinco semanas de encarcelamiento, fueron deportadas de regreso a Barbados a bordo del Swallow. Solo Upsall fue influenciado por su fe, convirtiéndose en el primer puritano norteamericano que se unió al cuáquerismo. Ann Austin regresó a Inglaterra en 1657, donde continuó su labor ministerial hasta su fallecimiento en prisión durante la Gran Peste de Londres en 1665. Fue enterrada en el Bunhill Fields, el primer cementerio cuáquero de Londres.